# Aeroporto Tenente Amin Ayub Gonzalez
O Aeroporto Tenente Amin Ayub Gonzalez (em espanhol: Aeropuerto Teniente Amín Ayub González) é um aeroporto internacional localizado em Capitán Miranda, que serve principalmente à cidade de Encarnación no Paraguai.